# Portage (Michigan)
Portage é uma cidade localizada no estado americano de Michigan, no Condado de Kalamazoo.

## Demografia
Segundo o censo americano de 2000, a sua população era de 44.897 habitantes.
Em 2006, foi estimada uma população de 45.236, um aumento de 339 (0.8%).

## Geografia
De acordo com o United States Census Bureau tem uma área de
90,7 km², dos quais 83,4 km² cobertos por terra e 7,3 km² cobertos por água. Portage localiza-se a aproximadamente 264 m acima do nível do mar.

## Localidades na vizinhança
O diagrama seguinte representa as localidades num raio de 12 km ao redor de Portage.